# شارع المتحف
شارع المتحف هو شارعٌ مشهور يقعُ في منطقة بلومزبري في منطقة كامدن بلندن، إنجلترا. إلى الشمال يوجد المتحف البريطاني. الشارع مليء بالمقاهي والمكتبات لجذب جمهور المتاحف وغيرهم. يقعُ إلى الشمال شارع جريت راسل، وإلى الجنوب توجد طريق بلومزبري ونيو أكسفورد ستريت. أقرب محطات مترو الأنفاق هي توتينهام كورت رود  وهولبورن إلى الجنوب الغربي والجنوب الشرقي على التوالي.

## التاريخ
يعود تاريخُ الشارع إلى القرن الرابع عشر وما بعده. ظلَّت المنطقة ريفية إلى حد كبير حتى أواخر القرن السابع عشر عندما تسبَّب نمو لندن في تحضرها. عُرف باسمِ الشارع أو الطريق فقط (بالإنجليزية: Street)‏، وسرعان ما أصبح يعرف باسم شارع بيتر. أصول هذا الاسم غير مؤكدة، والأرجح أنه مشتق من مصنع الملح الصخري الذي يُعتقد أنه كان موجودًا هناك قبل وقت طويل من افتتاح المتحف البريطاني في خمسينيات القرن الثامن عشر. خلال السنوات الأولى، كان الشارع موقعًا لأكواخ مساكن العشوائيات وشخصيات بغيضة مثل النشالين والبغايا. شهدت محاولة التحسين تغيير اسم الشارع إلى كوين ستريت وأصبحَ موطنًا لمدارس الرعية لضمان التعليم الروحي والعلماني للأطفال الفقراء في لندن. في هذا الوقت تقريبًا، افتتحَ تشارلز مودي مكتبة الكتب والقرطاسية الخاصة به هنا، وسرعان ما اكتشف إمكانية إقراض الكتب بالإضافة إلى بيعها، وأثبتت مكتبة مودي شعبية كبيرة لدرجة أنها انتقلت إلى أماكن أكبر بعد عشر سنوات. أصبح الشارع أيضًا منطقة عصرية إلى حد ما حيث اجتمع العديد من الكتاب البارزين في ذلك اليوم في الحانات للتحدث والنقاش. شرب تشارلز ديكنز في أحدِ مقاهي الشارع عندما كان يكرس طاقته لمسرحيات الهواة، وكان جون كيتس وجورج أورويل ومجموعة بلومزبري وافدون لهذه المنطقة أيضًا.
على زاوية شارع جريت راسل في الطرف الشمالي يوجد متحف تافرن، وهو منزل عام يعود أصوله إلى عام 1723. من 1723 إلى 1762، كانت الحانة تسمى الكلب والبط (بالإنجليزية: Dog and Duck)‏ وقد سُميّت كذلك لأن صيد البط كان شائعًا في البرك في الحقول الطويلة خلف منزل مونتاجو في القرنين السابع عشر والثامن عشر. افتتحت مكتبة أتلانتس الغامضة في الشارع عام 1922. شهد التاريخ الحديث إنشاء الشارع كنموذج لوصول المشاة وحريّتهم، وقد شهدَ الحدث الذي عُرف باسمِ «يوم خالي من السيارات» في كامدن عام 2003، وهو الحدث الذي حقَّق نجاحًا ملحوظًا وانتقلَ لجميع أنحاء أوروبا تقريبًا وذلك كمثال عن أفضل الممارسات في الحد من ضوضاء المركبات والتلوث.